# Portalni steber
Portalni steber je osrednji steber ali stebriček, ki podpira timpanon velikih vrat, ki ga običajno najdemo v srednjeveških stavbah. Kot arhitekturna značilnost je pogosto izklesan.

## Funkcija
Portalni stebri so postali nujni v razvoju evropske arhitekture, ker so vhodni portali velikih samostanskih cerkva in stolnic sčasoma postajali vse bolj zapleteni in večji, kar je povzročilo strukturne težave za to območje.

## Figure portalnega stebra
Portalni steber pogosto krasi pred njim postavljena figura (»Portalna figura«) – običajno je upodobljen zavetnik cerkve, od začetka 13. stoletja pa tudi lik Kristusa ali Marije. V nekaj primerih (Moissac, Souillac) je portalni steber zasnovan kot »steber zveri«. Nekatere stebre so pozneje odstranili, ker so ovirali baldahine, ki so jih nosili v baročnih procesijah, druge so uničili v francoski revoluciji in jih v 19. stoletju deloma nadomestili z imitacijami.

## Galerija
- Portalni steber glavnega portala cerkve svetega Martina, Arlon
- Romanski portalni steber v Tarragonski stolnici, Tarragona, Katalonija, Španija
- Centralna portik, severna fasada, stolnica v Chartresu
- Gotski portalni steber v Reimski stolnici
- Portalni steber glavnega portala Autunske stolnice
- Portalni steber glavnega portala stolnice v Aixu